# Giovanni Grasso

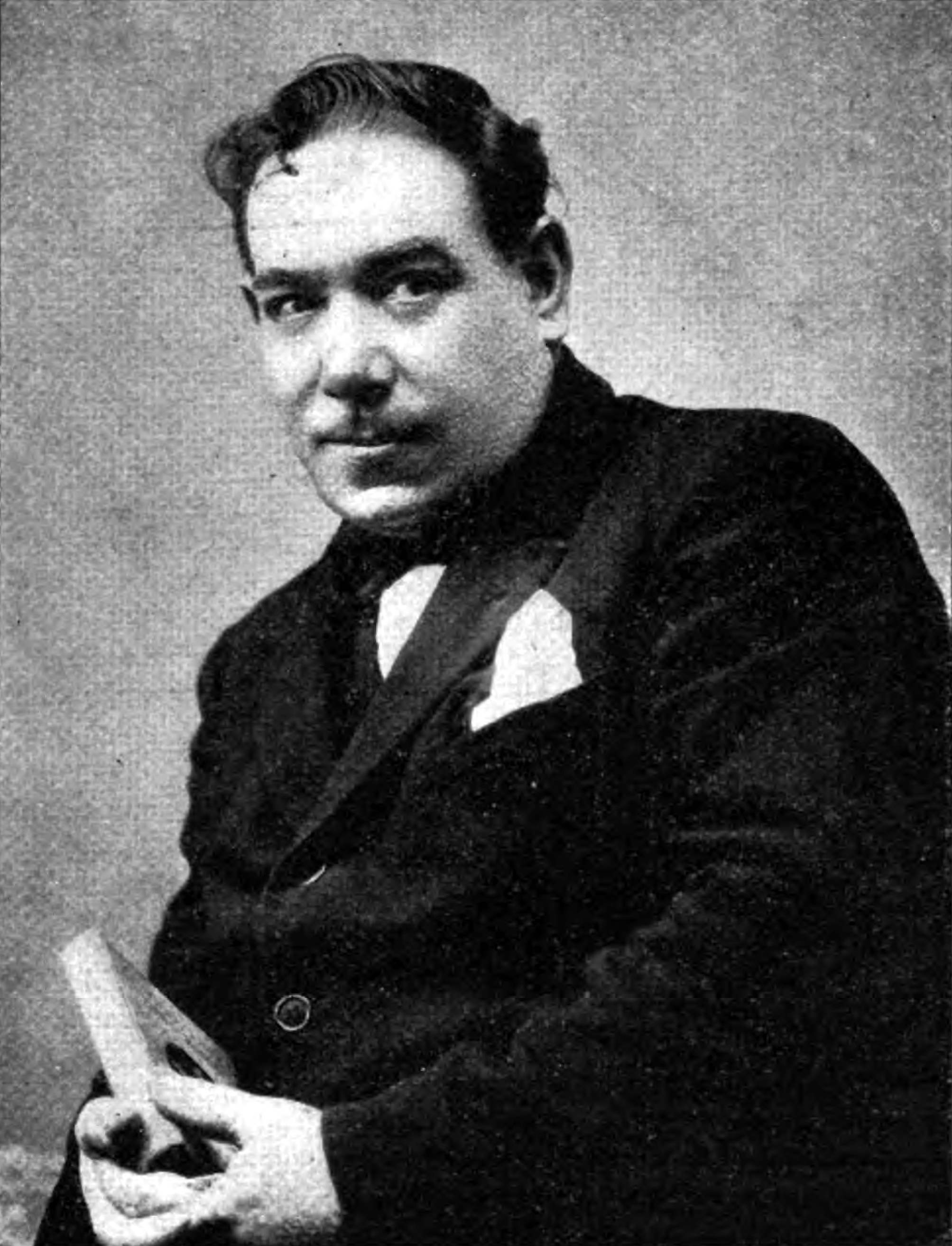
Giovanni Grasso, cirka 1921.

Giovanni Grasso, född 19 december 1873, död 14 oktober 1930, var en italiensk skådespelare och teaterledare.
Grasso växte upp som medarbetare vid faderns marionetteater, blev sedan skådespelare och vann tidigt lysande framgång med sin lidelsefulla och realistiska framställning av folkliga sicilianska karaktärer. Bland hans roller märks även Othello. Grasso gjorde 1908 upprepade europeiska och amerikanska turnéer.